# العامرية (الباب)
العامرية  قرية سوريّة تتبع إداريّاً لمحافظة حلب منطقة الباب ناحية الراعي، بلغ تعداد سكانها 288 نسمة حسب التعداد السكاني لعام 2004.